# Richard Lauxmann
Richard Lauxmann (ur. 30 marca 1898 w Neulautern, zm. 11 stycznia 1959 w Tybindze) – prezydent głównego wydziału poczty (niem. Hauptabteilung Post) w rządzie Generalnego Gubernatorstwa.
W czasie wojny światowej prezydent dr Lauxmann był czynnym oficerem i odegrał decydującą rolę w tworzeniu Ochrony Poczty (Postschutz) w Rzeszy, najpierw jako jej naczelny dowódca (Oberführer), a następnie jako referent ds. ochrony poczty w Ministerstwie Poczty Rzeszy (RPM). Przez dłuższy czas był osobistym doradcą ministra Poczty Rzeszy dr [Wilhelma] Ohnesorge. Jako wieloletni naczelnik urzędu i prezes Zarządu Poczty Rzeszy w Norymberdze posiadł rozległą wiedzę specjalistyczną w zakresie usług pocztowych i telekomunikacyjnych. Prezydent dr Lauxmann jako kierownik Wydziału Poczty dołączył do sztabu, a następnie do rządu Generalnego Gubernatorstwa. Dekretem Gubernatora Generalnego z dnia 31 października 1939 r. powierzono mu sprawowanie władzy nad pocztą i telekomunikacją w Generalnym Gubernatorstwie, a tym samym zarządzanie całym systemem pocztowym. Piastował on oficjalnie stanowisko: Dyrektora Niemieckiej Poczty Wschód. W ten sposób pokazano, że system pocztowy w Generalnym Gubernatorstwie miał być zorganizowany według niemieckich form. Cały majątek byłego zarządu polskiej poczty, o ile znajdował się na terenie Generalnego Gubernatorstwa, został skonfiskowany na mocy wspomnianego dekretu i przekazany kierującemu Niemiecką Pocztą Wschód.